# Tòrr nan Clàr
Pour les articles homonymes, voir Loch Carron.
Tòrr nan clàr ou Lochcarron en anglais est un village des Highlands, situé sur la rive du nord du loch Carrann (Loch Carron en anglais). Le village s'étale sur environ trois kilomètres le long du loch et aussi un peu vers l'intérieur des terres. En 2001, il comptait 923 habitants.

En gaélique, tòrr nan clàr signifie « colline des dalles » ou des « tables » , sans doute une référence au fait que l'on trouve beaucoup de quartzite dans les environs. Mais il est aussi possible que le nom vienne des Torra Fionn, nom donné à une colline non loin de là qui comporte des ruines de huttes de l'âge du bronze. Au XIXe siècle, le a porté d'autres noms, d'abord Janetown, puis Jeantown.

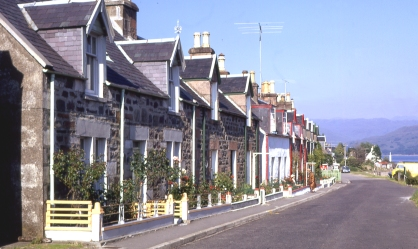
Tòrr nan clàr

En anglais, le nom de Tòrr nan clàr est Lochcarron : les anglophones ont emprunté le nom gaélique du loch pour nommer le village et sous l'influence de l'anglais, il est aussi parfois utilisé en gaélique.
Un journal local, An Carrannach (littéralement « Le Carrannais ») y paraît chaque mois.
Torr nan clàr attire les touristes à cause de sa proximité avec la célèbre route qui traverse le Comraiche (le « Sanctuaire », Appelcross en anglais) et passe le Bealach na bà (le « col des vaches »). Le village est aussi célèbre pour son club de shinty, le Comann Camanachd Loch Carrainn, l'un des plus anciens des Highlands, ainsi que pour son club nautique qui est ouvert à tous. De nombreux sentiers ont été balisés près de Torr nan clàr, ce qui attire aussi les randonneurs.

## Des liens
- Page officielle de Tòrr nan clàr
- Undiscovered Scotland (En Anglais)
- Gazetteer for Scotland (en anglais)